# Анастасия Римская (младшая)
Анастаси́я Ри́мская (греч. Ἀναστασία, Анастаси́я Мла́дшая; † ок. 250 или 256) — раннехристианская преподобномученица. Память в Православной церкви совершается 29 и 30 октября по старому стилю (по юлианскому календарю), по новому стилю (по григорианскому календарю) соответственно 11 и 12 ноября, в месяцесловах константинопольского происхождения память Анастасии Римляныни указывается под 12 октября.
Согласно житию, Анастасия была знатной девушкой, осиротевшей в 3 года. Воспитывалась в женской христианской общине в окрестностях Рима под наставничеством старицы Софии. Она была красивой, и многие знатные патриции звали её к себе, но Анастасия всем отказывала. В 21 год её привели к градоначальнику Пробу, перед которым она открыто исповедала свою веру в Иисуса Христа и отвергла требование поклониться языческим богам и выбрать себе знатного мужа. Проб выставил её обнажённой перед народом, но Анастасия начала обличать градоначальника, и он подверг её истязаниям:

…она была растянута и привязана к четырём столбам вниз лицом; под неё подложили огонь с серой и смолой и мучили её снизу огнём и зловонным дымом, а по спине, без милости, били палками. Мучитель приказал вырвать у неё с пальцев ногти, потом отсечь её руки и ноги, а также выбить все её зубы.
— Димитрий Ростовский. Жития святых (29 октября)
Житие сообщает, что, несмотря на мучения, Анастасия не прекращала исповедовать Христа и обличать Проба. Во время этих пыток христианин Кирилл дал Анастасии воды за что был обезглавлен. После продолжительных мучений святую обезглавили, а тело бросили без погребения на съедение зверям. Однако её тело было найдено и погребено её наставницей Софией и другими местными христианами.
В житиях смерть Анастасии Римляныни относится ко времени правления различных императоров: Диоклетиана (в пространном житии Симеона Метафраста) и Деция и Валериана (краткие жития из минология Василия II и синаксаря Константинопольской церкви X века). Уже в ранних агиографических памятниках произошло смешение историй Анастасии Римляныни (называемой Старшей) и Анастасии Узорешительницы (называемой Младшей), что создаёт трудности с идентификацией их изображений, мощей и посвящённых им храмов.
Иконография Анастасии Римляныни схожа с изображениями Анастасии Узорешительницы, но Анастасия Старшая, хотя и имеет на некоторых изображениях в руках сосуд, изображается часто в монашеских одеждах. 

## Память
• церковь Анастасии Узорешительницы (Ιερός Ναός Αγίου Αναστασίου) с приделом Анастасии Римляныни, Греция, Пелопоннес  (Πελοπόννησος), Нафплион
• Анастасиевский ставропигиальный женский монастырь, Житомир, Украина
• Спасо-Преображенский кафедральный собор, нижний храм посвящён Анастасии Римляныне, там же хранится её честная глава, Житомир, Украина
• Богоявленско-Анастасьинский женский монастырь. Богоявленско-Анастасиин кафедральный собор, Кострома
• Церковь Рождества Пресвятой Богородицы, с. Андреевское Сусанинский район, Костромская область
• церковь Анастасии Узорешительницы,(второй престол в честь св. Анастасии Римляныни), д. Бакочино, Старорусский район, Новгородская область
церковь Анастасии Римлянки в Кузнецах,               г. Псков
• церковь Живоначальной Троицы с приделом св. Анастасии Римляныни,  Локнянский район, с. Подберезье, Псковская область
• часовня Анастасии Римляныни, д. Косицына, Плесецкий р-н, Архангельская область
• часовня Анастасии Римляныни, Талабск на кладбище (остров им. Залита), Псковская область
• часовня Анастасии Римляныни, д. Портянниково, Псковский район, Псковская область
• церковь Анастасии Римляныни, с. Маршевицы, Островский р-н, Псковская область
• часовня Анастасии Римляныни у Ольгинского моста, г. Псков
• часовня Анастасии Римляныни, Шартово, Печорский район, Псковская область
• часовня Анастасии Римляныни, Печорский р-н, д. Аполихино, Псковская область
• часовня Анастасии Римляныни, Печорский р-н, д. Брод, Псковская область
• часовня Анастасии Римляныни, поселок Ишеевка, Ульяновский район, поселковое кладбище, Ульяновская область
• часовня Анастасии Римляныни, уезд Пылвамаа, волость Микитамяэ, д. Рысна, Эстония
• часовня Анастасии Римляныни, уезд Пылвамаа, волость Вярска, д. Матсури, Эстония
• часовня Анастасии Римляныни, уезд Вырумаа, волость Меремяэ, д. Половина, Эстония
• часовня Анастасии Римляныни, уезд Вырумаа, волость Меремяэ, д. Рокина, Эстония
• часовня Анастасии Римляныни, уезд Вырумаа, волость Меремяэ, д. Серга, Эстония
• часовня Анастасии Римляныни, уезд Вырумаа, волость Меремяэ, деревня Уусвада
• часовня Анастасии Римляныни на Смоленском кладбище, Санкт-Петербург
• часовня Анастасии Римляныни, Печорский р-н, д. Аполихино, Псковская область